# Fauvizmus
A fauvizmus (kiejtve „fóvizmus”) az 1905-ben a párizsi Salon d’Automne kiállításán bemutatkozott festőcsoport, a Fauves (’Vadak’) képviselte festészeti irányzat. Az Henri Matisse köré csoportosuló művészek a modern francia festészet kolorista irányzatát teremtették meg, de 1908-at követően csoportjuk feloszlott. Munkásságuk hatott a magyar festészetre is (ld. magyar Vadak), Czóbel Béla 1906-tól rendszeresen együtt állított ki velük.

## Történet

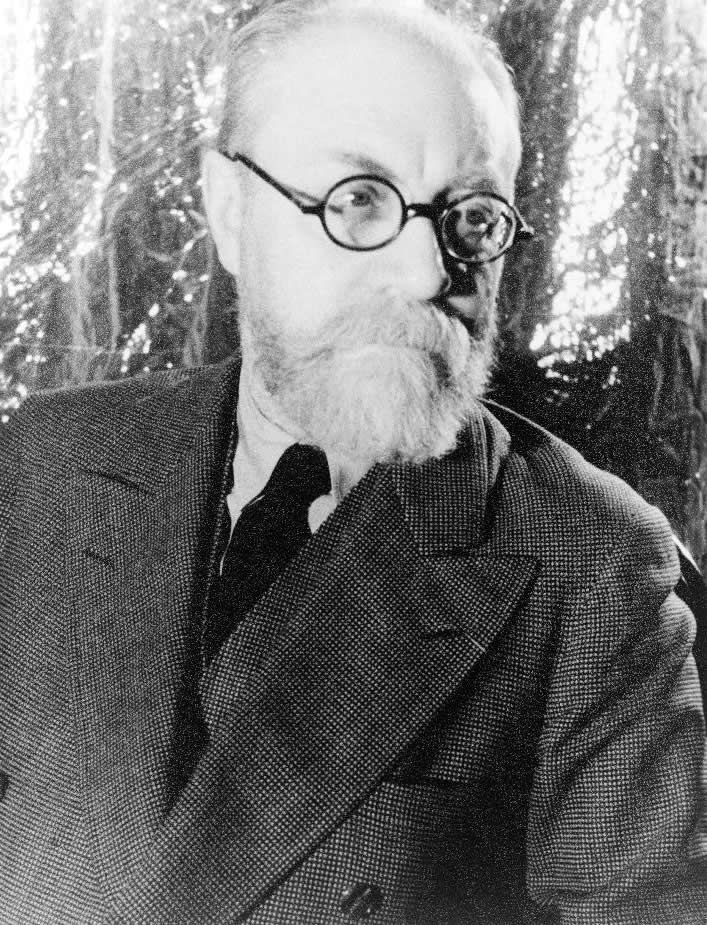
Henri Matisse 1933-ban

1905. október 18-án nyílt meg a párizsi Grand Palais-ban a III. Salon d’Automne (Őszi Szalon), amelyen 397 művész – köztük Ingres, Manet, Renoir – 1625 munkáját állították ki. A tárlat 7-es termében mutatták be a később a fauvisták gerincét alkotó, az egymással már korábban is kapcsolatban álló festőművészek – Henri Matisse, André Derain, Maurice de Vlaminck, Henri Manguin, Albert Marquet és Charles Camoin – harminckilenc művét.
A csoport elnevezése Louis Vauxcelles francia kritikus nevéhez fűződik, aki a Gil Blas című folyóirat október 17-én megjelent cikkében „vadak”-ként aposztrofálta annak a modern festészeti irányzatnak a képviselőit, amely már korábban is sejtetni engedte létét, de csak az Salon d’Automne-on jelent meg egységesnek mondható művészeti arculattal. Állítólag előzőleg már a kiállításon így kiáltott fel Vauxcelles egy a 7-es teremben kiállított, korai olasz reneszánsz szellemben készült szobor láttán: „Nicsak, Donatello a vadak között!” E megjegyzés nyomán terjedt el a festőcsoport neveként a Fauves, az általuk képviselt irányzat leírására pedig a fauvizmus.
A sajtó, a szakmai közvélemény és a hangadó értelmiségiek kedvezően fogadták a Fauves-ok művészetét, akik sorra állíthatták ki műveiket. Az első, 1906. január 13-ai baráti összejövetelüket követően szombati napokon rendszeresen találkoztak a Párizsban élő amerikai irodalomszervező, Gertrude Stein lakásán. E találkozások és folyamatos levélváltásaik ellenére a Fauves tagjainak együttműködése nem volt szorosnak mondható, művészetükben alapvetően saját útjukat járták (Matisse például kerámia- és fajanszalkotásokat készített André Méthey-vel, Vlaminck pedig regényeket is írt, de a csoport tagjai általában is Franciaországban és Európában utazgattak). Mi sem jellemzi ezt jobban, minthogy a következő évek Salon des Indépendants-jain, Salon d’Automne-jain rendszeresen megjelentek műveikkel, sőt, Matisse és Marquet 1907-ben ez utóbbi zsűrijébe is bekerült, de kimondottan fauvista tárlatot soha nem rendeztek. Miután Matisse 1908. január 10-én megnyitotta saját művészeti akadémiáját, a Fauves-ok csoportja még abban az esztendőben feloszlott.

## Fauvista festőművészek
| - Georges Braque (1882–1963) - Charles Camoin (1879–1965) - Auguste Chabaud (1882–1955) - Czóbel Béla (1883-1976) - Robert Delaunay (1885–1941) - André Derain (1880–1954) - Kees van Dongen (1877–1968) - Raoul Dufy (1877–1953) - Othon Friesz (1879–1949) | - Henri Le Fauconnier (1881–1946) - Henri Manguin (1874–1949) - Albert Marquet (1875–1947) - Henri Matisse (1869–1954) - Jean Puy (1876–1960) - Georges Rouault (1871–1958) - Louis Valtat (1869–1952) - Maurice de Vlaminck (1876–1958) |

## Jellemzői
A fauvisták művészetének előképeként a Henri-Edmond Cross, Georges Seurat és Paul Signac nevével fémjelzett neoimpresszionizmust, pointillizmust, de még inkább a két nagy posztimpresszionista munkásságát, a nagy felületen intenzív színekkel dolgozó Paul Gauguint és a durva, széles, lineáris ecsetvonásokkal jellemezhető Vincent van Goghot szokás említeni. Egyes vélemények szerint ők voltak az első olyan művészcsoport, akikre az afrikai és óceániai természeti népek nyers keménysége is hatott.
A fauvisták fellázadtak a múlt kultúrája ellen, van Gogh és Gaugin színnel kapcsolatos tapasztalataira alapozva a szín intenzitását tartották a legfontosabbnak. Céljuk az volt, hogy megteremtsék az egyensúlyt a képen, azt, ahogyan ők látják a dolgokat. Arra törekedtek, hogy a színek ne keveredjenek, hogy mindegyiknek maradjon intenzitása és önállósága. Habár a fauvista festészet figuratív, tárgyakat ábrázol, a tárgyakat a szín eltorzítja, így a keverés nélkül használt tiszta szín lett a művészeti kifejezés célja. Képeiken az intenzív színfoltokat néha vastag, fekete vonal keretezi. 1908-as feloszlásuk után a csoport tagjai jórészt felhagytak a tiszta színekkel komponált festészettel.
Werner Haftmann szerint a fauves-ok művészete voltaképpen szenzuális expresszionizmus, utalásul arra, hogy az impresszionizmus érzéki benyomása helyett az érzelmeket helyezték előtérbe (akárcsak a Die Brücke csoport). Éppen a fauves-ok megjelenésétől érzékelhető világosan a különbség ezen expresszionista stílus és a valódi német expresszionizmus között. A Fauves-ok képeiben az érzékelt világ sűrítménye koncentrálódik, s ez a színek felszabadításával, intenzitásával párosulva mediterrán hangulatot eredményez.
A festőcsoport vezéregyénisége, Matisse számára a fauvista tapasztalatok után a festészet a színeknek és vonalaknak a képben való ritmikus elhelyezését, ezzel egyben az egyensúly, a nyugalom művészetét is jelentette. A festészeten kívül grafikával, kerámiával, színpadképpel, szobrászattal is foglalkozott, s mindezekben a festészetre jellemző lineáris és dekoratív tulajdonságokat mutatta. A lineáris színhatások jellemzik Rouault festészetét is. Matisse képeinek dekoratív hatásától eltérően Ronault képein ugyanazok az elemek az emberi romlottságot és butaságot fejezik ki. A féktelen fekete ecsetvonások és az intenzív színek az emberi gyarlóság és a nyomor kifejezései. Ezzel Rouault, Honoré Daumier és van Gogh, továbbá a német expresszionisták nyomában járt.